# Trichospermum subdehiscens
Trichospermum subdehiscens är en malvaväxtart som beskrevs av Kostermans. Trichospermum subdehiscens ingår i släktet Trichospermum och familjen malvaväxter. Inga underarter finns listade i Catalogue of Life.